# Famille Metaxás
Pour les articles homonymes, voir Metaxás.
 (avril 2024).
La mise en forme du texte ne suit pas les recommandations de Wikipédia : il faut le « wikifier ».
Les points d'amélioration suivants sont les cas les plus fréquents. Le détail des points à revoir est peut-être précisé sur la page de discussion.
- Les titres sont pré-formatés par le logiciel. Ils ne sont ni en capitales, ni en gras.
- Le texte ne doit pas être écrit en capitales (les noms de famille non plus), ni en gras, ni en italique, ni en « petit »…
- Le gras n'est utilisé que pour surligner le titre de l'article dans l'introduction, une seule fois.
- L'italique est rarement utilisé : mots en langue étrangère, titres d'œuvres, noms de bateaux, etc.
- Les citations ne sont pas en italique mais en corps de texte normal. Elles sont entourées par des guillemets français : « et ».
- Les listes à puces sont à éviter, des paragraphes rédigés étant largement préférés. Les tableaux sont à réserver à la présentation de données structurées (résultats, etc.).
- Les appels de note de bas de page (petits chiffres en exposant, introduits par l'outil «  Source ») sont à placer entre la fin de phrase et le point final[comme ça].
- Les liens internes (vers d'autres articles de Wikipédia) sont à choisir avec parcimonie. Créez des liens vers des articles approfondissant le sujet. Les termes génériques sans rapport avec le sujet sont à éviter, ainsi que les répétitions de liens vers un même terme.
- Les liens externes sont à placer uniquement dans une section « Liens externes », à la fin de l'article. Ces liens sont à choisir avec parcimonie suivant les règles définies. Si un lien sert de source à l'article, son insertion dans le texte est à faire par les notes de bas de page.
- La présentation des références doit suivre les conventions bibliographiques. Il est recommandé d'utiliser les modèles {{Ouvrage}}, {{Chapitre}}, {{Article}}, {{Lien web}} et/ou {{Bibliographie}}. Le mode d'édition visuel peut mettre en forme automatiquement les références.
- Insérer une infobox (cadre d'informations à droite) n'est pas obligatoire pour parachever la mise en page.

Pour une aide détaillée, merci de consulter Aide:Wikification.
Si vous pensez que ces points ont été résolus, vous pouvez retirer ce bandeau et améliorer la mise en forme d'un autre article.
La famille Metaxás, dont les origines remontent à l'empire byzantin, est une des deux plus grandes familles aristocratiques de Céphalonie, où elle s'était principalement établie à la suite de la chute de Constantinople en 1453. Anoblie par Venise, elle compte notamment parmi ses membres des militaires, des membres du clergé et des hommes politiques ayant joué un rôle important dans l'histoire de l’État grec moderne.

## Origines
Il est communément admis que le nom de la famille provient du grec "metaxi" signifiant "soie" en grec. Aussi l'empereur Justinien aurait-il conféré son nom à la famille des deux moines basiliens qui introduisirent la culture du ver à soie dans l'empire byzantin, ce qui contribua a l'augmentation significative des revenus impériaux.
Échappant à la chute de Constantinople en 1453, Sergio, Nikolaos et Marco Antonios Metaxás, conseiller du dernier empereur Constantin Paléologue, se réfugièrent provisoirement en Crète, avant de poursuivre leur chemin vers les îles Ioniennes où s'étaient déjà installées plusieurs anciennes familles de l'aristocratie byzantine. Ils finirent par se séparer : Sergios décida de s'installer à Corfou, Nikolaos choisit Leucade, tandis que Marco Antonio opta pour Céphalonie, une possession vénitienne depuis la quatrième croisade. Il s'installa définitivement dans le village de « Franzata », rebaptisé depuis « Metaxata » selon la tradition de l'île.
En vertu de leur influence et de leur réputation, la famille Metaxas fut l'une des premières à figurer, dès 1593, dans le Libro d'Oro, un annuaire de la noblesse italienne, ce qui lui conféra le droit de siéger au Conseil des nobles (en italien: Consiglio dei Nobili). Lors de l'occupation française et, plus tard, sous le protectorat britannique, les Metaxas siégèrent fréquemment au Sénat de la république des Sept-Îles et à celui de la république des îles Ioniennes, et ce jusqu'en 1864, date à laquelle les îles Ioniennes furent rattachées au royaume de Grèce.

## Branches
Bien que Markos Antonios Metaxás soit considéré comme l'ancêtre commun à tous les membres de la famille Metaxas de Céphalonie, différentes branches sont apparues au fil des années.
Les premières branches de la famille Metaxás mentionnées dans les archives de l'administration vénitienne et dans le Libro d'Oro sont celles des Vassilacci, des Lascarato (pour les descendants de Lascari Metaxas, né en 1570), celle d'Anzulato (dont descendait, entre autres, le dictateur Ioánnis Metaxás, 1936-1941) et celle de Zannato. À partir du milieu du XVIIe siècle, les branches de Lyseo, Angurea, Tricardo, Stravolemo, Capsoliveri et Zizoi sont apparues également.
Ces différentes branches de la famille Metaxás sont traditionnellement concentrées autour des mêmes localités : les Metaxa-Lyseos s'instalèrent principalement à Argostóli, tandis que les Metaxa-Trikardos, Stravolaimos et Zizoi restèrent à Metaxáta et les Metaxa-Angouri et Kapsoliveri évoluèrent vers Livathó.

## Membres notables
Plusieurs membres de cette illustre famille se distinguèrent dans l'armée, le clergé, la politique ainsi que dans les lettres et les sciences, parmi eux:
- Marco Antonios Metaxas (né en 1430), sénateur de l'Empire byzantin
- Nicodeme Metaxas (XVIIe siècle), typographe et archevêque de Céphalonie
- Andreas I. Metaxas (XVIIe siècle), militaire
- Néophyte d'Atalánti (1762 - 1861), évêque d'Athènes
- Andréas Metaxás (1790 - 1860), diplomate et homme d’État grec, premier ministre entre 1843-1844
- Constantin Metaxas (1793 - 1870), héros de la guerre d'indépendance grecque
- Georgios Metaxas (né en 1809), homme politique
- Gerasimos A. Metaxas (1816 - 1890), militaire et aide de camp du roi Georges Ier de Grèce
- Gerasimos Metaxas (1821 - 1888), homme politique
- Nikolaos Metaxas--Taznis (1825 - 1907), compositeur
- Stavros Metaxas (né en 1827), homme politique et ophtalmologue
- Anastásios Metaxás (1862 - 1937), architecte et sportif grec
- Spyros Metaxas, industriel et créateur du spiritueux Metaxa.
- Petros Metaxas, diplomate
- Ioánnis Metaxás (1871 - 1941), militaire et dictateur grec, premier ministre entre 1936-1941
- Dionysios Metaxas-Mesinezis (1902 - 1992), écrivain et poète
- Antigone Metaxa (1905 - 1971), écrivaine, actrice et productrice de radio
- Ioanna Foka-Metaxa (née en 1939), écrivaine
- Ioannis A. Metaxas (né en 1957), diplomate